# تپه قلعه نو ۱
تپه قلعه نو ۱ مربوط به هزاره دوم و اول قبل از میلاد است و در شهرستان اراک، بخش مرکزی، دهستان معصومیه، روستای قلعه نو واقع شده و این اثر در تاریخ ۲۶ اسفند ۱۳۸۷ با شمارهٔ ثبت ۲۶۱۲۳ به‌عنوان یکی از آثار ملی ایران به ثبت رسیده است.